# Дом-музей И. С. Конева
Мемориальный Дом-музей И. С. Конева — дом-музей в деревне Лодейно Подосиновского района Кировской области — дом-изба, в котором родился и жил до 18 лет — до 1916 года И. С. Конев — будущий Маршал Советского Союза дважды Герой Советского Союза.

## История
Дом, в котором в 1897 году родился Иван Конев, построен его дедом в середине XIX века.
Живя здесь, И. С. Конев окончил сельскую трёхклассную церковноприходскую школу, которая находилась в четырёх верстах от Лодейно в деревне Яковлевская Гора, а затем учился в четырёхклассном земском училище в селе Щеткине, в десяти верстах от Лодейно, как вспоминал И. С. Конев: «Десять вёрст пешком отмахать зимой туда и обратно — не шутка. Но тяга к учению была сильная».
После окончания училища год работал табельщиком по приёмке леса.
В 1916 году Конев уехал в Архангельск, где был призван на фронт Первой мировой войны.

### Создание музея
В 1932 году дом был передан для использования в качестве начальной школы.
Первый раз музей в нём был открыт в 1947 году — к 50-летнему юбилею маршала, но Конев просил отказаться от создания музея, и даже не приехал на его открытие.
Музей проработал три года — до 1950 года, когда вместо музея по просьбе И. С. Конева в доме была организована сельская библиотека, в которую маршал прислал книги.
В том же 1950 году рядом с домом по Указу Президиума Верховного Совета СССР установили бюст Конева работы скульптора Е. В. Вучетича.
Второй раз музей был открыт в 1977 году — уже после смерти маршала, в 80-ю годовщину со дня его рождения.
Дом сохранился почти в изначальном состоянии, в нём лишь меняли подгнившие нижние венцы и подводили фундамент, но требует регулярного ухода.
В 2011 и 2018 году активно поднималась идея переноса Дома-музея в Киров, что объяснялось тем, что деревня Лодейно, в которой осталось лишь 20 человек, — удалённый и труднодоступный населённый пункт, от Кирова дорога к ней может составить порядка 6 часов.
К 2020 году в книге учета записано 125 тысяч посетителей за 30 лет существования музея, но в последнее время в год посетителей бывает около 1,5 тысяч, и только летом.

## Описание
Музейный комплекс включает в себя:
- Дом — рубленный, крестовой изба-пятистенок, с холодными сенями, рубленной хозяйственной пристройкой и взвозом.
- Колодец-журавль.
- Чёрная баня — деревянный сруб, с тесовой крышей, крытой «гонтом».
- Амбар с навесом — деревянный сруб, крыша тесовая, крытая «гонтом».
- Бюст И. С. Конева на гранитном постаменте. Автор — скульптор Е. В. Вучетич.

Дом и каждая из построек датируются серединой XIX века, являются памятниками регионального значения, бюст — объектом культурного наследия федерального значения.

### Экспозиция
В сенях дома размещена экспозиция, посвященная труду и быту крестьянства конца 19-го начала 20-го века.
В комнатах дома размещены экспозиции, посвященные жизни и деятельности И. С. Конева, в том числе портрет 1944 года, удостоверения командующего фронтами, личные вещи.

В музее много экспонатов, рассказывающих о пути Ивана Конева от табельщика лесосклада до полководца. Под стеклом — маршальский парадный мундир, шинель, бинокль и бурки командующего фронтом, и десятки интереснейших фотографий, документов, показывающих яркий жизненный путь народного маршала к вершинам полководческого искусства.— Прикоснись к подвигу / А. В. Власихин. - Киров, 1978. - 101 с. - стр. 99